# Crypsicoela subocellata
Crypsicoela subocellata är en fjärilsart som beskrevs av Paul Dognin 1902. Crypsicoela subocellata ingår i släktet Crypsicoela och familjen Uraniidae. Inga underarter finns listade i Catalogue of Life.